# Francesco Flarer
Francesco Flarer (1791 – 1859) è stato un oculista italiano.
Allievo di Antonio Scarpa e Georg Joseph Beer tenne e rese famosa la cattedra di oculistica all'Università degli Studi di Pavia, mantenendo i contatti con i ricercatori europei. Con il suo lavoro De iritide, premiato dall'Accademia francese il 27 settembre del 1836, contribuì all'evoluzione degli studi sulle membrane interne dell'occhio.

## Riconoscimenti
- La città di Pavia gli ha dedicato una via nelle immediate vicinanze dell'ospedale Policlinico San Matteo.